# Vlag van Szabolcs-Szatmár-Bereg

Vlag van Szabolcs-Szatmár-Bereg
(ratio 2:3)

De vlag van Szabolcs-Szatmár-Bereg werd op 7 september 1992 aangenomen als de vlag van de Hongaarse comitaat Szabolcs-Szatmár-Bereg. De vlag bestaat uit een wit veld met een wolftandenrand van rood en blauw. In het midden staan de drie wapens van de afzonderlijke gebieden, naast elkaar. Daaronder staat in een boog in gouden letters szabolcs-szatmár-bereg megye.
Het comitaat Szabolcs-Szatmár-Bereg is ruwweg in twee delen te verdelen. De Boven-Tisza vallei en de Nyírség. De eerste bevat veel vruchtbare grond naast grote moerassen en was bekend om zijn wijnbouw (Tokaj) en visvangst. Het tweede gebied bevat uitgestrekte bossen. Beide aspecten komen in alle drie de wapens naar voren.
Het eerste wapen is van het comitaat Szabolcs. Het werd in 1714 door keizer Karel III verleend en in 1729 hernieuwd. De drie korenaren en de vis geven aan dat landbouw en visserij de belangrijkste bronnen van inkomsten waren. De boom geeft de gehechtheid aan het land weer, terwijl de afgeknotte takken staan voor de gebieden, die het comitaat in de loop van de geschiedenis heeft verloren. De boog staat voor de militaire traditie en het glorieuze verleden.
Het tweede wapen is van het oude comitaat Szatmár, dat in 1920 voor een kwart toegekend werd aan Hongarije, de rest kwam als Satu Mare in Roemenië te liggen. Szatmár ontving zijn wapen van koning keizer Karel III in 1721. In 1920 werd het wapen veranderd en na een wapenloze periode vanaf 1940 werd in 1968 onder het communistisch regime weer een nieuw wapen aangenomen. De raad besloot echter in 1990 terug te keren naar het oude wapen. Het schild bevat negen velden in drie rijen. De eerste rij bevat een kreeft en een steur, beiden staan ze voor het grote Ecsedi-moeras bij Kaploni (nu Căpleni in Roemenië), rijk aan vis. Daartussen staat een burcht om aan te duiden dat Szatmár een vármegye was. De kroon staat voor de loyaliteit aan de koning. De tweede rij begint met vier witte balken voor de rivieren de Someș, de Tur, de Krasna en de Tisza. In het midden staat het familiewapen van graaf Alexander Karolyi, toen hoofd van het comitaat. Dan volgt een korenschoof voor het agrarische karakter van het comitaat. De onderste rij gaat daarmee door met een druiventros voor de wijnbouw, terwijl het hert en de eikentak zijn bossen symboliseren.
Slechts een klein deel van het oude comitaat Bereg ligt in Hongarije, de rest ligt nu in Oekraïne. Het wapen beschrijft het productieve land met wijnbouw, grote eikenbossen waar beren leefden en de visvangst in de rivier de Latorca (nu Latorycja in Oekraïne). Na het wapenverbod tijdens het communistisch bewind werd het wapen in 1992 voor het Hongaarse deel weer aangenomen.